# سیاهرگ پشت‌آرواره‌ای
سیاهرگ پشت‌آرواره‌ای(سیاهرگ گیجگاهی‌فکی، سیاهرگ چهره‌ای پشتی، ورید عقب فکی) (انگلیسی: Retromandibular vein) یا (به انگلیسی: temporomaxillary vein, posterior facial vein) در بخش بالائی غده بناگوشی پشت گردن آرواره پائینی در اثر به‌هم پیوستن سیاهرگ‌های آرواره بالائی و گیجگاهی سطحی تشکیل می‌شود؛ از میان غده به طرف پائین حرکت می‌کند، با سیاهرگ چهره‌ای مرتبط می‌شود و پس از سر برآوردن از غده، با سیاهرگ لاله‌گوشی (auricular) پسین (خلفی) یکی می‌شود تا سیاهرگ وداجی (گردنی jugular) بیرونی را پدیدآورد.
سیاهرگ پشت‌آرواره‌ای از عناصری است که عمقی‌تر از شاخه‌های عصب چهره‌ای (فاسیال) به‌صورت نزولی از عمق غده بناگوشی می‌گذرد و عمیق‌تر از آن سرخرگ کاروتید بیرونی است که تا گردن لقمه (کندیل) آرواره صعود می‌نماید.

## نگارخانه

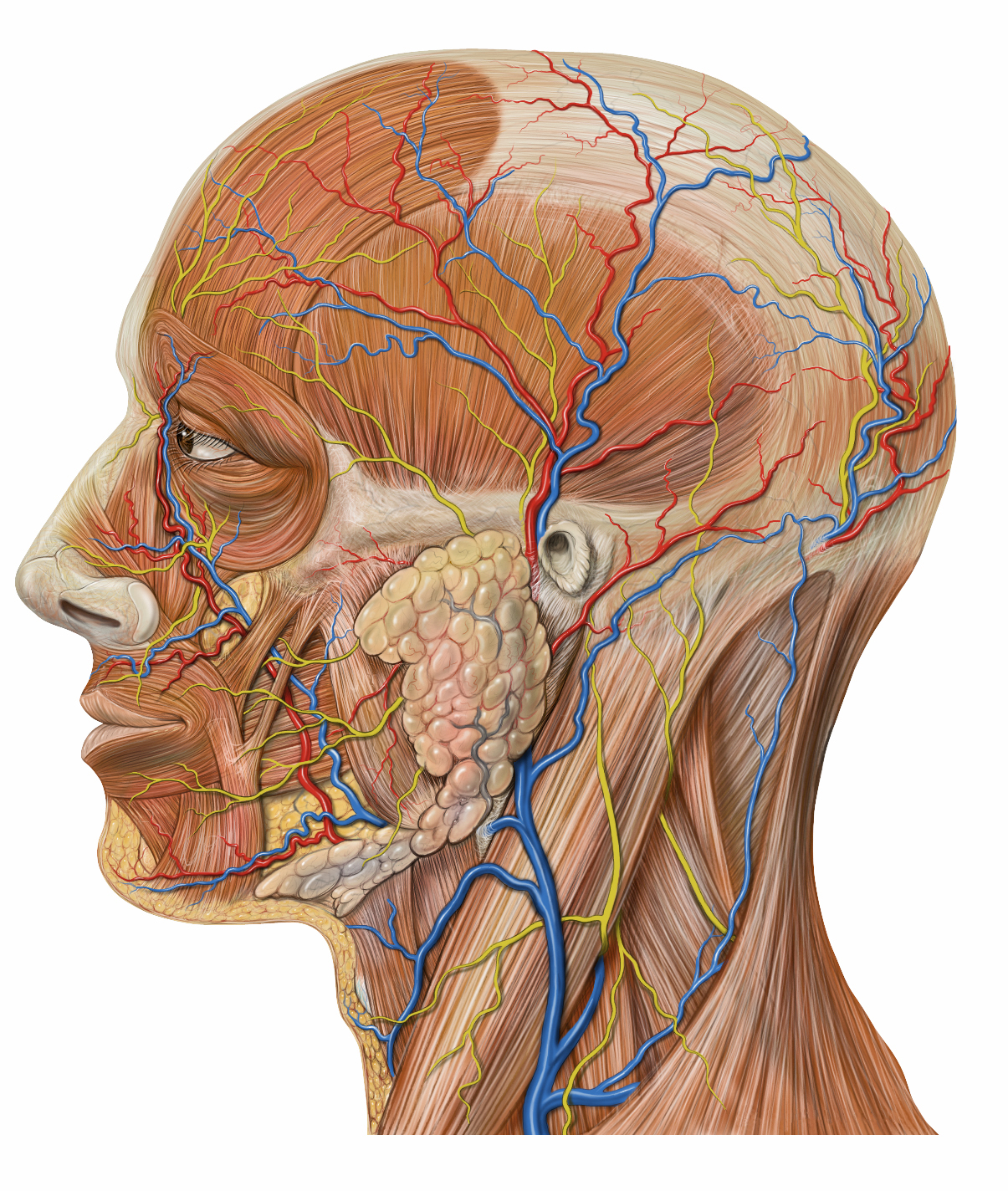